# رئیس ستاد مشترک نیروهای مسلح جمهوری کره
رئیس ستاد مشترک نیروهای مسلح جمهوری کره (انگلیسی: Chairman of the Joint Chiefs of Staff) یا رئیس ستاد مشترک نیروهای مسلح کره جنوبی عالی‌ترین و ارشدترین افسر نظامی در نیروهای مسلح جمهوری کره است، که توسط یک افسر چهار ستاره (ژنرال یا ادمیرال) مدیریت می‌شود و ریاست ستاد مشترک نیروهای مسلح جمهوری کره را برعهده دارد. این سمت نخستین بار در سال ۱۹۵۴ تشکیل شد و اولین رئیس ستاد مشترک ژنرال لی هیونگ-کون بود.
رئیس ستاد مشترک نیروهای مسلح کره جنوبی توسط رئیس‌جمهور کره جنوبی انتخاب و منصوب می‌شود و بطور مستقیم به رئیس‌جمهور گزارش می‌دهد.